# 贝科夫角 (萨哈共和国)
贝科夫角（俄语：Мыс Быков）是萨哈（雅库特）共和国布伦区的海角，位于极圈以内，在勒拿河三角洲的伊斯波拉托夫河道以东贝科夫斯基半岛上，临涅洛夫湾和拉普捷夫海，海拔18米。1799年，在海角附近发现了一具长毛猛犸象的骨架，这具骨架现存于圣彼得堡俄罗斯科学院动物研究所动物博物馆，发现骸骨的地方早已坍塌入海。